# All in the Name of Love
All in the Name of Love (рус. Всё во имя любви) — студийный альбом американского музыканта Джона Хартфорда, выпущенный в 1977 году под лейблом Flying Fish Records.

## Об альбоме
Диск был записан со вторника по среду (5-6 апреля 1977) в Нашвилле, Теннесси в студии Sound Shop, расположенной рядом с Залом Славы.
Версии всех песен являются оригиналами за исключением «In Sara’s Eyes» и «Don’t Try to Hide Your Tears from Me» (соавтор — Мэри Баррет) и мелодии «Cuckoo’s Nest», впервые исполненной Чарли Коллинзом. Эти песни были изданы компанией «John Hartford Music», BMI, за исключением песен «Gentle On My Mind», «Boogie» и «The Six O’Clock Train and a Girl With Green Eyes», которые были изданы компанией «Ensign Music», BMI.

## Список композиций
| Сторона 1 | Сторона 2 |
| --- | --- |
| - Всё во имя любви — 2:34 All in the Name of Love - Гнездо кукушки — 3:15 Cuckoo’s Nest - В глазах Сары — 2:30 In Sara’s Eyes - Думая о тебе с нежностью — 4:34 Gentle on My Mind - Буги-вуги — 2:29 Boogie | - Шестичасовой поезд и девушка с зелёными глазами — 3:56 The Six O’Clock Train and a Girl with Green Eyes - Не пытайся скрыть свои слёзы от меня — 2:50 Don’t Try to Hide Your Tears from Me - Десять аккордов блюза — 4:32 The Ten Chord Blues - Танец в ванне — 0:57 Dancing in the Bathtub - Вальс матроса — 3:18 The Deck Hand’s Waltz - Также люблю тебя на своей памяти — 2:53 Also Love You for Your Mind |

## В записи приняли участие
- Бенни Мартин — скрипка
- Сэм Буш — мандолина
- Бадди Эммонс — гавайская гитара
- Рой Хаски младший — бас-акустика
- Генри Стшелецкий — электрическая бас-гитара
- Харгу («Пиг») Роббинс и Дэвид Бриггс — фортепиано
- Кенни Мелон и Ларри Лондин — барабаны
- Джимми Колвард — электрическая и акустическая гитара

Производство
- Продюсер проекта — Майк Мелфорд
- Фотография на обложке — Майкл Кингсли
- Примечания к фотографии — Билл Диббл